# Motta Montecorvino
Motta Montecorvino là một đô thị tại tỉnh Foggia trong vùng Apulia miền nam nước Ý. Đô thị này có diện tích 19,7 ki-lô-mét vuông, dân số là 918 người (cuối năm 2003).